# Сребреник (крепость)
Крепость Сребреник (сербохорв. Utvrda Srebrenik) — замок в 5 километрах от города Сребреник в Боснии и Герцеговине.
Первое письменное упоминание датировано 13 февраля 1333 — договор между боснийским баном Степаном Котроманичем и представителями Дубровницкой республики о передачи последним Стона, Пелешаца, Превлаки и ряда других владений в обмен на выплату ежегодной дани в 500 перпер.
В 1393 году крепость впервые заняли венгры. Замок стал местом частых сражений между Венгрией и Боснией. Венгерские войска захватывали замок в 1405, 1408 и 1410. В 1430 году крепость находилась в руках венгров, но уже 1433 году боснийский король возвращает себе Сребреник. В 1452 году замок перешёл под власть сербов, вернувших его в том же году венграм. В 1512 году, после многочисленных осад, Сребреник был захвачен турками.
В 2004 году крепость была внесена в список национальных памятников Боснии и Герцеговины.